# Collapse (topologie)
Pour les articles homonymes, voir Collapse.
En topologie, un collapse (litt. « effondrement ») transforme un complexe simplicial en un sous-complexe de même type d'homotopie. Les collapses ont été introduits par le mathématicien J. H. C. Whitehead.

## Définition
Soit {\displaystyle K} un complexe simplicial abstrait. Un collapse est la suppression de tous les simplexes {\displaystyle \gamma \in K} tels que {\displaystyle \tau \subseteq \gamma \subseteq \sigma } où {\displaystyle \sigma } est l'unique face maximale de {\displaystyle K} contenant {\displaystyle \tau } (on dit que {\displaystyle \tau } est une face libre). Si {\displaystyle \dim \tau =\dim \sigma -1}, on parle de collapse élémentaire.
Un complexe simplicial ayant une séquence de collapses aboutissant à un point est dit collapsible. Tout complexe collapsible est contractile (c'est-à-dire homotopiquement équivalent à un point) mais la réciproque est fausse, la house with two rooms (en) de R. H. Bing en constituant un contre-exemple.
Les collapses peuvent être étendus aux CW-complexes.